# Артамкин, Игорь Вадимович
И́горь Вади́мович Арта́мкин — русский математик, алгебраический геометр, организатор математического образования. Доктор физико-математических наук (2007). Заместитель декана факультета математики Высшей школы экономики.

## Биография
Окончил механико-математический факультет МГУ (1977). Ученик А. Н. Тюрина. В 1989 году защитил кандидатскую диссертацию, а в 2007 году — докторскую.
С 1983 года работает в МИРЭА, является там профессором. В разное время имел временные позиции в Институте высших научных исследований в Бюр-сюр-Иветте и в Институте Макса Планка в Бонне. В 1992 году стал первым директором православной Традиционной гимназии в Москве (ныне Православная Свято-Петровская школа). Работал её директором до 2001 года. В 2000-х годах читал курсы в НМУ в рамках программы Math in Moscow.
С 2008 года Артамкин принимал активное участие в создании и работе факультета математики ВШЭ как заместитель декана по учебной работе, а также лектор. Ординарный профессор ВШЭ с 2011 года.
Основные труды в области алгебраической геометрии, комбинаторики, теории графов, математической физики. И. В. Артамкин одним из первых исследовал деформации пучков на алгебраических многообразиях. Локальное описание пространства модулей пучков даётся теоремой Артамкина — Мукаи. Также Артамкину принадлежит комбинаторная версия теоремы Торелли.

## Семья
Жена — Ирина Георгиевна, химик по образованию. В семье И. В. Артамкина девять детей. Сын — Дмитрий, кандидат физико-математических наук, преподаватель Православного Свято-Тихоновского гуманитарного университета, 12 июля 2018 года рукоположён в сан диакона, женат на дочери протоиерея Владимира Воробьёва Варваре, которая родила ему пятерых дочерей-близнецов. По этому поводу об И. В. Артамкине положительно отзывался известный математик и публицист Миша Вербицкий:
Ну типа, человечество вырождается, потому что плодовитость обратно пропорциональна способностям и образованию, а образованные классы вообще за 2—3 поколения вымирают нахер. Соответственно — Артамкин-старший (с двузначным количеством детей и внуков) баланс отчасти исправляет, и это правильно.